# Magnolia lucida
Magnolia lucida är en magnoliaväxtart som först beskrevs av Bao Liang Chen och S.C.Yang, och fick sitt nu gällande namn av Venkatachalam Sampath Kumar. Magnolia lucida ingår i släktet Magnolia och familjen magnoliaväxter. Inga underarter finns listade i Catalogue of Life.